# Biscuit International
Biscuit International, anciennement Biscuiterie Poult, est une entreprise française spécialisée dans la production de biscuit de marque distributeur. Cette biscuiterie a été créée à Montauban en 1883 par Emile Poult.  
Durant le milieu des années 2000, elle est rendue visible médiatiquement pour des modalités de management qui ressortent de la philosophie des entreprises libérées.  

## Histoire
En 2006, le directeur de la biscuiterie Poult décide d'une innovation managériale majeure basée sur la confiance et la liberté d'innover accordée à tous[non neutre].
Biscuit International est issue de l'acquisition en 2016 par le groupe français Poult, du groupe néerlandais Banketgroep spécialisée dans la gaufre,.
En 2018, Biscuit International annonce l'acquisition de l'entreprise britannique Northumbrian Fine Foods, spécialisée dans les biscuits sans gluten ou lactose.
En 2019, le fonds d'investissement Platinum Equity acquiert Biscuit International, qui compte alors 1 900 salariés, à Qualium Investisement, autre fonds d'investissement, (appartenant à la Caisse des dépôts et consignations), pour 860 millions d'euros,.
En octobre 2021, Biscuit International annonce l'acquisition de Continental Bakeries, créant un ensemble ayant 4 500 salariés.

## Activités
Les locaux actuels de la biscuiterie Poult se trouvent dans le quartier industriel Albasud, au sud de Montauban. Une autre usine existe aussi, dans les landes, à Aire-sur-l'Adour avec une boutique de vente directe mais en 2021 l'usine d'Aire-sur-Adour ferme pour raison économique.
Elle a pour clients les principaux distributeurs alimentaires : Carrefour, Leclerc, Auchan.

## Modalités de management particulières
Les modalités de management de la biscuiterie sont évoquées sur Arte lors de l'émission Le Bonheur au travail où l'entreprise est citée comme un exemple réussi d'entreprise libérée. Dans un article du magazine Forbes, la multiplication du chiffre d'affaires par cinq entre 2003 et 2013 est attribuée au choix de ce mode de management par le directeur qui aurait stimulé l'innovation en donnant le droit à l'erreur et le droit d'expérimenter à tous .
En particulier, le dirigeant fait appel à la créativité de tous les salariés pour imaginer des solutions organisationnelles innovantes ou de nouveaux produits.
Selon les universitaires Thibaud Brière et Thibaud Le Texier, ces modes de management sont remis en cause par le nouvel actionnaire Qualium Investisement qui écarte en 2016 le dirigeant Carlos Verkaeren et met fin à l'expérience de libération commencée 10 ans plus tôt,. 